# Kristaq Antoniu
Kristaq Antoniu, cunoscut de asemenea sub varianta românească a prenumelui său, Cristache Antoniu, (n. 25 decembrie 1907, București, România – d. 17 martie 1979, Tirana, Albania) a fost un actor, respectiv un tenor și bariton de operetă român și albanez.  A fost Artist al Poporului al Republicii Populare Albania.

## Biografie

### Anii timpurii
S-a născut la Korça, în Albania, de unde a fost exilat în România, unde a trăit, a studiat și a avut o carieră de actor și cântăreț până în 1935, după care s-a stabilit în Albania.  A terminat Conservatorul Dramatic din București și apoi Centro Sperimentale di Cinematografia din Roma.  Faima sa de actor și cântăreț de operă, respectiv de operetă în special, și-a câștigat-o în perioada târzie a anilor 1920 și de început a anilor 1930 interpretând variate roluri dramatice și lirice pe diferite scene dar și în roluri de actor de film din diferite filme românești, printre care o adaptare a piesei de teatru a lui Caragiale, Năpasta (1928).

### Stabilirea în Albania
În anii 1930, în calitate de cântăreț și dirijor, împreună cu un grup de muzicieni, a făcut tururi muzicale în întreaga Europă.  În 1935, ca urmare a unor condiții favorabile care i-au fost oferite și a succesului avut în țara natală a familiei sale, Antoniu se stabilește în Albania, extinzându-și reputația sa artistică, consolidându-și cariera profesională și devenind o figură importantă în domeniul interpretării ariilor clasice precum și a cântecelor din folclor interpretate într-o manieră specifică muzicii clasice. 
Antoniu a decedat în Tirana. 